# (2256) Wiśniewski
(2256) Wiśniewski – planetoida z głównego pasa planetoid.

## Odkrycie
Została odkryta 24 września 1960 przez Cornelisa J. van Houtena i Ingrid van Houten-Groeneveld w ramach programu Palomar-Leiden-Survey na płytach fotograficznych wykonanych w Obserwatorium Palomar przez Toma Gehrelsa. Nazwa planetoidy pochodzi od nazwiska polskiego astronoma pracującego w Stanach Zjednoczonych, w Lunar and Planetary Laboratory Uniwersytetu Arizony, Wiesława Wiśniewskiego (1931-1994). Przed nadaniem nazwy planetoida nosiła oznaczenie tymczasowe (2256) 4519 P-L.

## Orbita
(2256) Wiśniewski okrąża Słońce w ciągu 5 lat i 157 dni w średniej odległości 3,09 au. Należy do planetoid z rodziny Themis.